# Třída Kwanggetcho Veliký
Třída Kwanggetcho Veliký[zdroj⁠?!] (jinak též třída KD-I, nebo třída Okpo) je třída vrtulníkových torpédoborců jihokorejského námořnictva. Tři postavené jednotky představují první a nejmenší z trojice tříd domácí konstrukce, stavěných v rámci modernizačního programu Korean Destroyer Experimental (KDX-I). Ten byl důležitým krokem v přeměně jihokorejského námořnictva ze sil pobřežní obrany, do loďstva schopného provádět oceánské operace. Mezi jejich hlavní úkoly patří doprovod a protiletadlová obrana protiponorkových a vyloďovacích svazů. Třída je ve službě od roku 1998. V letech 2020–2021 prodělala střednědobou modernizaci.

## Stavba
Vývoj třídy Kwanggetcho Veliký byl zahájen v roce 1981. Všechny tři jednotky postavila loděnice Daewoo Shipbuilding and Marine Engineering (DSME) v Okpo. Původně plánovaný počet 10 kusů byl omezen na tři a ušetřené prostředky byly využity ve prospěch pokročilejší třídy Čchungmukong I Sun-sin. Trojice torpédoborců třídy Kwanggetcho Veliký ve službě nahradila dosud sloužící druhoválečné torpédoborce, získané z amerických přebytků.
Jednotky třídy Kwanggetcho Veliký:
| Jméno                        | Založení kýlu | Spuštěna       | Vstup do služby   | Status  |
| ---------------------------- | ------------- | -------------- | ----------------- | ------- |
| Kwanggetcho Veliký (DDH-971) | 1989          | 28. října 1996 | 31. července 1998 | aktivní |
| Uldži Mun-dok (DDH-972)      |               | 14. října 1997 | 30. srpna 1999    | aktivní |
| Jang Man-čchun (DDH-973)     |               | 30. září 1998  | 29. července 2000 | aktivní |

## Konstrukce

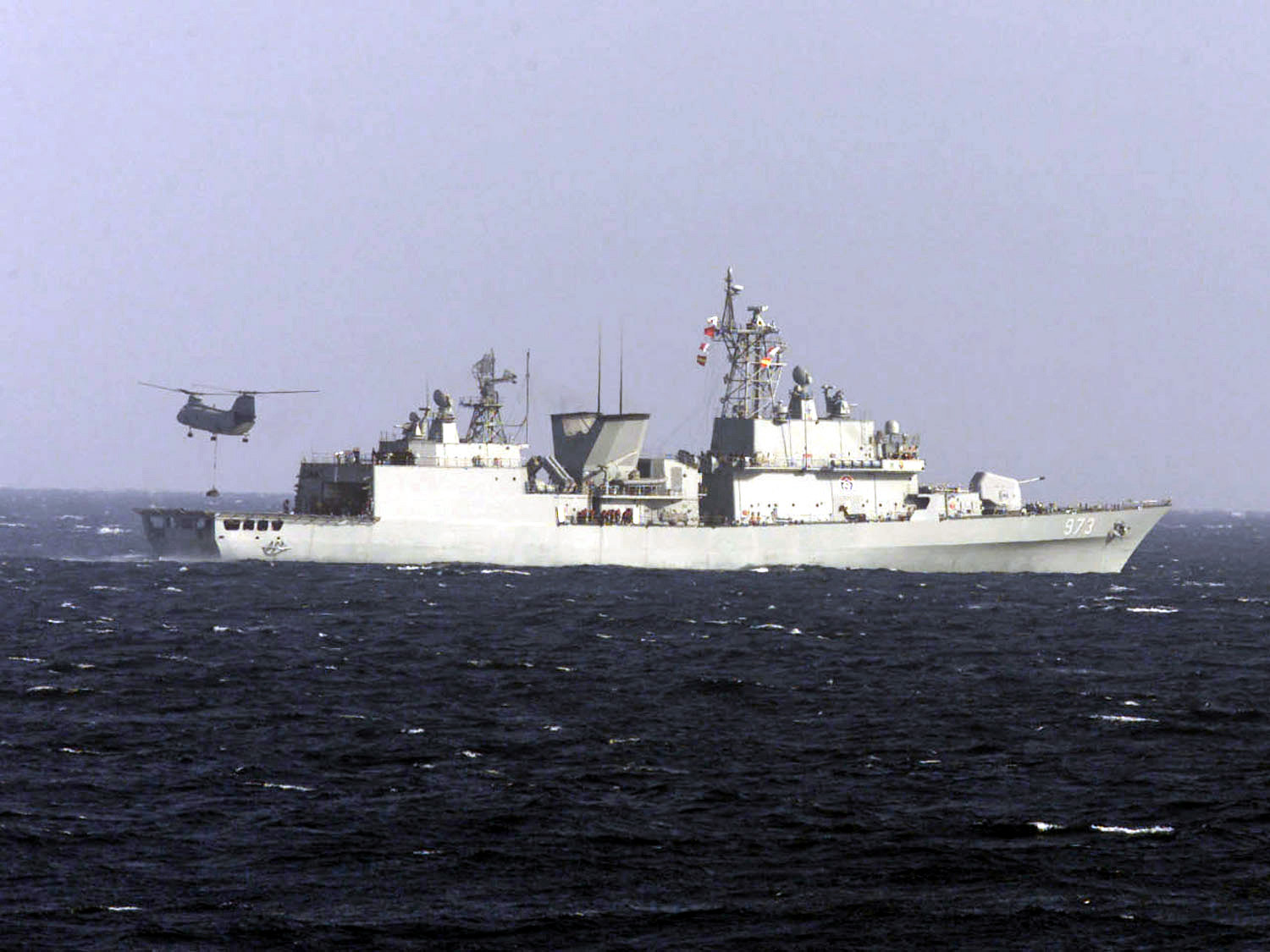
Jang Man-čchun (DDH-973)

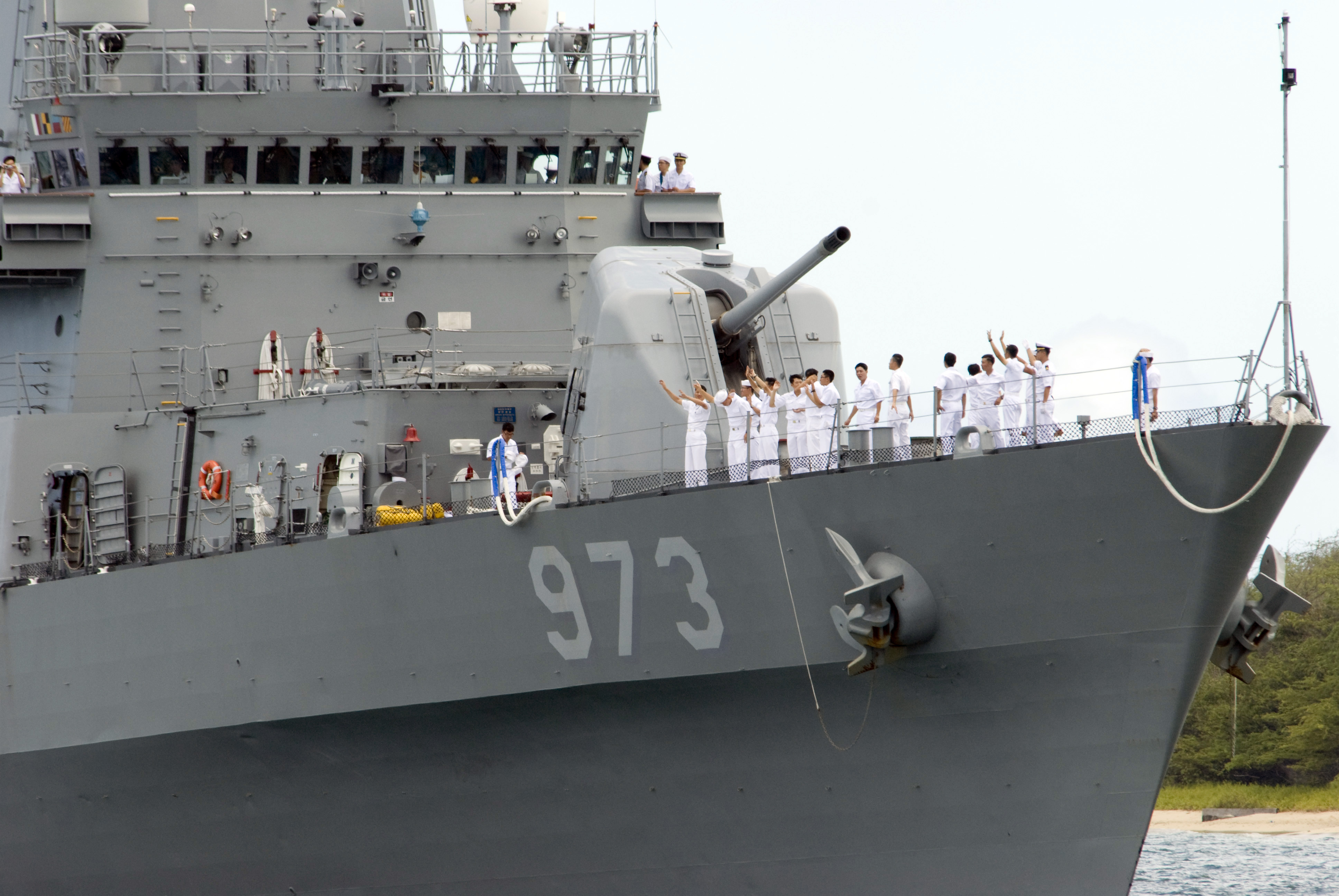
Detailní záběr torpédoborce Jang Man-čchun (DDH 973), pořízený během cvičení RIMPAC 2008

Plavidla jsou vybavena bojovým informačním systémem Alenia Marconi Systems SSCS Mk.7 se systémem řízení palby Thales TACTICOS, přehledovým 2D radarem Raytheon AN/SPS-49(V), navigačními radary Daewoo SPS-95k a trupovým sonarem ATLAS DSQS-21BZ. Hlavňovou výzbroj torpédoborců tvoří jeden 127mm kanón Otobreda v příďové dělové věži a dva hlavňové systémy blízké obrany Goalkeeper CIWS s 30mm rotačními kanóny. Před můstkem lodi je umístěno vertikální vypouštěcí silo amerického typu Mk 48 pro 16 protiletadlových řízených střel RIM-7P Sea Sparrow. Ve středu nástavby jsou dále umístěny dva čtyřnásobné vypouštěcí kontejnery protilodních střel RGM-84 Harpoon s dosahem 124 km. Protiponorkovou výzbroj představují dva trojhlavňové 324mm torpédomety Mk 32, ze kterých jsou vypouštěna americká protiponorková torpéda Mk 46 Mod 5. Na zádi se nachází přistávací plošina a hangár uzmožňující operace dvou protiponorkových vrtulníků Super Lynx.
Pohonný systém je koncepce CODOG. Kombinuje dva plynové turbíny General Electric LM2500, každý o výkonu 28 100 hp a dva diesely MTU 20V 956 TB92, každý o výkonu 4000 hp, pohánějící dva lodní šrouby se stavitelnými lopatkami. Lodě dosahují rychlosti 30 uzlů. Dosah činí 4000 námořních mil při rychlosti 18 uzlů.

### Modernizace
V loděnici DSME od roku 2018 probíhá program střednědobé modernizace PIP (Performance Improvement Program). Modernizace se zaměřila na zastaralý bojový řídící systém a senzorové vybavení plavidel. Nový je bojový řídící systém Hanwha Thales, vlečný sonar s měnitelnou hloubkou ponoru, systém Link 16 a protitorpédový systém LIG Nex1 SLQ-261K. Úspory přinese redukce posádky o 22 osob.
Jako první byla v září 2020 dokončena modernizace torpédoborce Jang Man-čchun. V říjnu 2021 následoval torpédoborec Kwanggetcho Veliký a poslední torpédoborec Uldži Mun-dok byl hotov na konci roku 2021.